# Sudesna hedini
Sudesna hedini là một loài nhện trong họ Dictynidae.
Loài này thuộc chi Sudesna. Sudesna hedini được Ehrenfried Schenkel-Haas miêu tả năm 1936.